# Olivier van den Tympel
 (juillet 2023).
Si vous disposez d'ouvrages ou d'articles de référence ou si vous connaissez des sites web de qualité traitant du thème abordé ici, merci de compléter l'article en donnant les références utiles à sa vérifiabilité et en les liant à la section « Notes et références ».

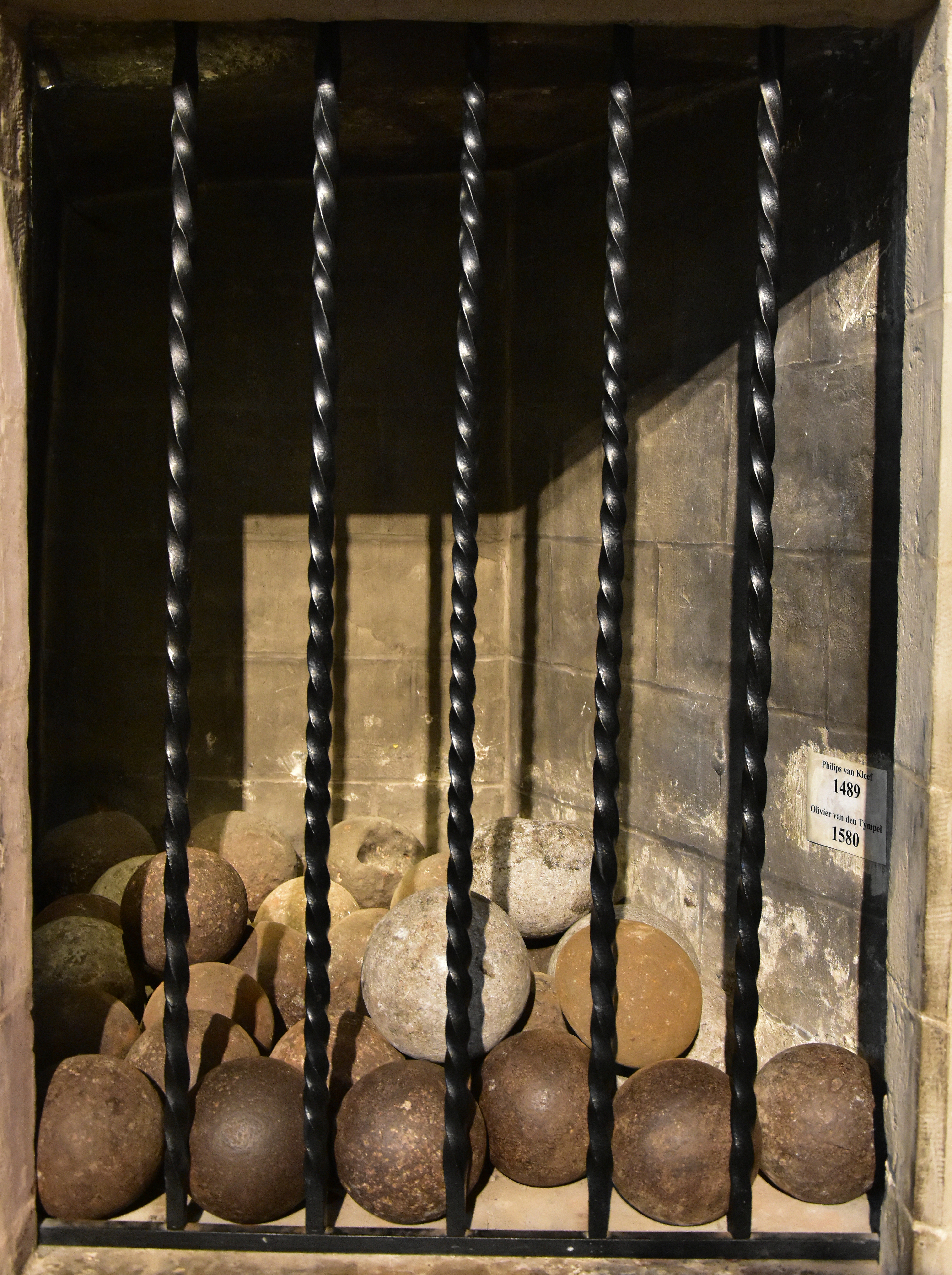
Projectiles utilisés par Olivier van den Tympel à Hal en 1580

Olivier van den Tympel ou van den Tempel, né à Bruxelles en 1540 et mort à Vlijmen en 1603, est militaire dans l'armée de Guillaume d'Orange. Issu d'une importante famille brabançonne, il porte le titre de seigneur de Korbeek.

## Biographie
Il entre au service d'Orange en 1573 pendant la guerre de Quatre-Vingts Ans. À Gand, il s'empare du château des Espagnols (1576). Il devient alors gouverneur militaire de la « République de Bruxelles », après l'entrée triomphale du prince le 23 septembre 1577.
Le 9 avril 1580, Van den Tympel mène la prise de Malines voisine, avec le soutien des troupes anglaises, qui affrontent les troupes espagnoles et les miliciens de Malines. Puis a suivi un pillage connu sous le nom de « furie anglaise ».
Les 9 et 10 juillet 1580, Van den Tympel tente la même chose avec la ville de Hal, faisant alors partie du Hainaut. L'intention est de combattre les Espagnols, de joindre toute la région autour de Bruxelles aux Pays-Bas favorables à l'indépendance et, semble-t-il, de collecter le riche butin qui attendait dans la ville de pèlerinage catholique de Hal. Cependant, le siège de Halle (nl) se solde par un échec.
Olivier dirige, entre autres, les troupes qui ont conquis la ville d'Eindhoven pour les États en 1581. En 1582, Alost est conquise par les États lors de la prise d'Alost.
Le règne calviniste à Bruxelles dure de 1577 à 1585, lorsque Van den Tympel doit livrer la ville assiégée aux troupes espagnoles d'Alexandre Farnèse. Lui et sa garnison sont autorisés à rentrer librement à Utrecht.
En 1597, il entre au service du prince Maurice de Nassau comme surintendant dans son conseil de guerre. Deux ans plus tard, il se bat en Allemagne. Il participe à la guerre de Cologne, pacifie la rébellion de Groningue en 1600 et a combat à la bataille de Nieuport.
En 1603, des soldats mutins de Hoogstraten capturent le conseiller de guerre de l'archiduc Albert (Alexandre, marquis de Malaspina et de Monte). Ce dernier est alors conduit auprès du prince Maurice à Vught. Olivier van den Tympel est chargé de ramener le prisonnier à Vlijmen, où se trouvent les mutins. Au cours de cette chevauchée, un boulet de canon envoyé depuis Bois-le-Duc vole dans le ventre des chevaux des deux seigneurs : Van den Tympel meurt le jour même et est enterré dans la Grote Kerk (nl) de Heusden.

## Portraits
Olivier van den Tympel a été représenté dans un portrait qui vient de l'atelier de Jan Antonisz van Ravesteyn et qui était accroché à la Huis Honselaarsdijk (nl), mais peut maintenant être admirée au Rijksmuseum, à Amsterdam. La peinture date d'environ 1620. Il en existe une deuxième version.

## Publication
- Verclaringhe ghedaen par Jonckeren Olivier vanden Tymple, gouverneur et général Capiteyn de la ville de Bruessel, opden 3 septembre 1579[pas clair].